# Aircraft Purchase Fleet
La Aircraft Purchase Fleet Limited (APFL) è una compagnia di leasing aeronautico con sede a Dublino in Irlanda che offre servizi di dry leasing alle compagnie aeree.

## Storia
La società viene fondata verso la fine del 2008 e rileva gli ordini effettuati dalla Air One, che all'epoca consistevano in 12 Airbus A350-800, 12 Airbus A330-200 e 65 Airbus A320-200.
La società nasce con l'obiettivo di noleggiare gli aerei in ordine alla Nuova Alitalia, che in quel periodo era in fase di costituzione attraverso la fusione della Vecchia Alitalia e di Air One.
Nel corso degli anni gli aeromobili in ordine si sono via via ridotti: gli Airbus A330 sono passati dai 12 del 2008 ai 3 del settembre 2012; gli Airbus A320 sono passati dai 65 ordinati a partire dal 2006 ai 33 del settembre 2012 (divisi tra 10 A319 e 33 A320) per arrivare ai 16 dell'aprile 2013  (divisi tra 10 A319 e 16 A320).
Sono state create diverse società irlandesi simili riconducibili alla APFL: Aircraft Purchase Fleet Limited, Aircraft Purchase Fleet 2 Limited, Aircraft Purchase Company No.1 Limited, ... Aircraft Purchase Company No.12 Limited, A.P.C. Aircraft Purchase Company Limited.
La società, come molte altre simili operanti nel settore aeronautico, è basata in Irlanda per motivi fiscali e perché l'Irlanda aderisce al trattato di Città del Capo, il quale permette alle società di leasing, nei casi di insolvenza delle compagnie, di rientrare in possesso in tempi brevissimi dei propri velivoli e/o motori, permettendo ai finanziatori stessi, in cambio di minori rischi di impresa, di praticare alle compagnie aeree condizioni più flessibili e meno onerose.
Entro la fine del 2018, secondo il sito ufficiale, la flotta avrebbe dovuto includere solamente 53 aerei: 41 Airbus A320-200 e 12 Airbus A350-800. Tuttavia, ad aprile 2014, l'ordine per gli Airbus A350 è stato cancellato.

## Ordini e consegne
Ad aprile 2014, secondo il prospetto di ordini e consegne di Airbus, la flotta si compone di 29 aerei ordinati di cui 26 consegnati.

A novembre 2014, secondo il prospetto di ordini e consegne di Airbus, la flotta si compone di 26 aerei ordinati e tutti consegnati (10 A319ceo e 16 A320ceo).